# Чемпіонат Болгарії з футболу 1944
Державний чемпіонат Болгарії 1944 — 20-й сезон найвищого рівня футбольних змагань Болгарії. Чемпіонат був перерваний 9 вересня 1944 року після захоплення влади у країні комуністами і не був завершений.

## Клуби
Окрім команд з нинішніх кордонів Болгарії, сезон 1944 року був останнім сезоном із залученням команд з районів, які перебували під болгарською адміністрацією, протягом більшої частини Другої світової війни. У змаганнях взяли участь футбольні клуби зі Скоп'є у Вардарській Македонії та Кавали у грецькій Македонії.

## Перший раунд
| Команда 1               | Заг. | Команда 2                            | 1-й матч | 2-й матч |
| ----------------------- | ---- | ------------------------------------ | -------- | -------- |
| Шипченски сокол (Варна) | 2:0  | ЖСК (Варна)                          | 1:0      | 1:0      |
| Орел-Чеган 30 (Враца)   | 6:7* | Князь Сімеон Тарновський (Павликени) | 3:3      | 3:4      |
| ЖСК (Пловдив)           | 5:3  | Ботев (Пловдив)                      | 3:1      | 2:2      |
| Ботев (Ямбол)           | 8:3* | ЖСК (Стара Загора)                   | 5:1      | 3:2      |
| Славія (Дупниця)        | 8:6  | ЖСК (Стара Загора)                   | 4:2      | 4:4      |
| Левські (Добрич)        | 5:1  | Вихар (Сілістра)                     | 2:1      | 3:0      |
| Момчил юнак (Кавала)    | 4:1* | Болгарія (Хасково)                   | 1:1      | 3:0      |
| Левські (Софія)         | 5:4  | Славія (Софія)                       | 4:3      | 1:0      |
| Бенковські (Софія)      | 10:2 | АС 23 (Софія)                        | 3:1      | 7:1      |

* - клуби Князь Сімеон Тарновський (Павликени), Ботев (Ямбол) та Момчил юнак (Кавала) відмовились від подальшої участі у змаганнях; їх місце у наступному раунді посіли ЖСК (Стара Загора) та Болгарія (Хасково). Клуб Орел-Чеган 30 (Враца) відмовився від подальших змагань.

## 1/8 фіналу
| Команда 1           | Заг. | Команда 2               | 1-й матч | 2-й матч |
| ------------------- | ---- | ----------------------- | -------- | -------- |
| Вікторія-23 (Видин) | 2:12 | Левські (Софія)         | 2:9      | 0:3      |
| Бенковські (Софія)  | 9:0  | Славія (Дупниця)        | 6:0      | 3:0      |
| СП 39 (Плевен)      | 5:3  | Етир (Тирново)          | 3:0      | 2:3      |
| Македонія (Скоп'є)  | ?:?  | ЖСК (Скоп'є)            | 0:1      | ?:?      |
| ЖСК (Пловдив)       | ?:?  | Болгарія (Хасково)      | 4:3      | ?:?      |
| ЖСК (Стара Загора)  | 0:5  | Левські (Бургас)        | 0:2      | 0:3      |
| Левські (Добрич)    | 3:6  | Шипченски сокол (Варна) | 2:1      | 1:2 0:3  |
| Добруджа (Русе)     | 0:8  | Хан Кубрат (Попово)     | 0:5      | 0:3      |

## 1/4 фіналу
| Команда 1               | Заг. | Команда 2           | 1-й матч | 2-й матч |
| ----------------------- | ---- | ------------------- | -------- | -------- |
| Бенковські (Софія)      | :    | Хан Кубрат (Попово) | :        | :        |
| Шипченски сокол (Варна) | :    | Левські (Софія)     | :        | :        |
| Левські (Бургас)        | :    | Болгарія (Хасково)  | :        | :        |
| СП 39 (Плевен)          | :    | Македонія (Скоп'є)  | :        | :        |

Було проведено жеребкування чвертьфіналів. Проте після захоплення влади у країні комуністами 9 вересня 1944 року чемпіонат був перерваний і не був завершений.